# Les Chiens de guerre
Pour plus de détails, voir Fiche technique et Distribution.
Les Chiens de guerre (The Dogs of War) est un film britannique réalisé par John Irvin, sorti en 1980. Il est adapté du roman du même nom de Frederick Forsyth publié en 1974.

## Synopsis
Jamie Shannon est un mercenaire. Au retour d'une mission en Amérique du Sud, un nouvel employeur lui propose 15 000 USD pour préparer une mission dans la petite république de Zangaro. Se faisant passer pour un ornithologue du nom de Keith Brown, Jamie tente de se renseigner sur le pays ainsi que son dirigeant, le général Kimba, un fou tyrannique et sanguinaire. Le comportement de Jamie ayant éveillé les soupçons de la police secrète, il est arrêté et torturé. Dans les geôles du Zangaro, il rencontre le docteur Okoye, ancien candidat à la présidence, déclaré ennemi du pays, tout comme l'autre candidat, le colonel Bobi, qui est en exil. Jamie est libéré et expulsé du Zangaro. À son retour, il apprend à son employeur qu'il n'est pas possible de traiter commercialement avec Kimba. Celui-ci engage donc Jamie pour mener un coup d'État. Au cours de ses préparatifs, Jamie découvre les raisons de ce coup d'État : son employeur veut mettre à la tête du Zangaro le colonel Bobi et garantir à une société américaine l'exclusivité des ressources minières de platine du pays.

## Fiche technique
- Titre français : Les Chiens de guerre
- Titre original : The Dogs of War
- Réalisation : John Irvin
- Scénario : Gary DeVore (en) et George Malko, avec la participation non créditée de Michael Cimino, d'après le roman The Dogs of War de Frederick Forsyth
- Musique : Geoffrey Burgon
- Photographie : Jack Cardiff
- Montage : Antony Gibbs (en)
- Production : Larry DeWaay
- Société de production : Juniper Films
- Société de distribution : United Artists (France, Royaume-Uni)
- Pays de production :  Royaume-Uni
- Langue originale : anglais
- Format : Couleur - Dolby - 35 mm - 1.85:1
- Genre : guerre, aventures, action
- Durée : 110 minutes
- Dates de sortie :
  - Royaume-Uni : 17 décembre 1980 (première à Londres)
  - France : 28 janvier 1981
- Classification[1] :
  - Royaume-Uni : AA puis interdit aux moins de 15 ans
  - États-Unis : R
  - France : interdit aux moins de 12 ans
- Affiche : Bill Gold (États-Unis)

## Distribution
- Christopher Walken (VF : Pierre Arditi) : Jamie Shannon
- Tom Berenger (VF : Patrick Préjean) : Drew
- Hugh Millais (en) (VF : François Chaumette) : Endean
- Colin Blakely (VF : Serge Lhorca) : Alan North
- Paul Freeman (VF : Marc de Georgi) : Derek
- Jean-François Stévenin (VF : lui-même) : Michel
- Maggie Scott (VF : Annie Balestra) : Gabrielle
- JoBeth Williams (VF : Sylvie Feit) : Jessie
- George Harris (VF : Med Hondo) : le colonel Olu Bobi
- Robert Urquhart (VF : Raoul Delfosse) : le capitaine Lockhart
- Winston Ntshona (VF : Med Hondo) : Dr Okoye
- Ed O'Neill (VF : Jacques Richard) : Terry
- Harlan Cary Poe : Richard
- Olu Jacobs (VF : Med Hondo) : l'officier des douanes
- José Rabelo (VF : Robert Liensol) : le réceptionniste de l'hôtel
- Tony Mathews (VF : Hubert Noël) : le banquier
- Christopher Malcolm (VF : Jacques Ferrière) : Baker
- Hugh Quarshie (VF : Guy Chapellier) : l'officier de police du Zangaro
- Ilario Bisi-Pedro (VF : Guy Chapellier) : Kimba
- Shane Rimmer (VF : Jacques Ebner) : Dr Oaks
- Jean-Pierre Kalfon : Benny Lambert
- Terence Rigby : Hackett

## Production
Le scénario s'inspire d'un roman de Frederick Forsyth publié en 1974. Il est écrit par Gary DeVore (en) et George Malko, avec la participation non créditée de Michael Cimino. Il s'agit du premier long métrage réalisé par John Irvin, alors que Norman Jewison devait initialement le mettre en scène.
Le tournage a lieu au Belize (notamment à Belize City, Burrell Boom), Londres (Gare de Liverpool Street, Broadgate, Lee International Studios, Hammersmith), New York (Washington Heights, pont George-Washington, pont de Queensboro, etc.). Quelques plans de la rue de Castiglione à Paris ont également été réalisés